# Síndrome aerotóxico
Se llama síndrome aerotóxico a los efectos dañinos a largo plazo sobre la salud causados por respirar aire contaminado en la cabina de un avión. El término fue introducido en 1999 por Harry Hoffman, Chris Winder y Christophe Balouet.
El aire en la cabina de un jet o avión de turbohélice se suministra mediante aire comprimido purgado desde los motores del avión, y muchos miembros de tripulaciones, así como pasajeros, denuncian que han enfermado por las toxinas que pueden entrar en el suministro de aire, aunque las investigaciones médicas aún no han llegado a conclusiones definitivas al respecto.

## Aire de los motores contaminado
Los motores a reacción requieren una fórmula compleja de aceite sintético para la lubricación. Los sellos mantienen el aceite y el aire separados y, debido a su diseño, una cierta cantidad de aceite se filtra por el sello con el fin de mantenerlo lubricado, incluso en un sistema que funcione correctamente. Algo de la corriente del aceite de las válvulas del aire de los motores puede entrar en el suministro de aire purgado desde de los motores y, por consiguiente, en la cabina del avión. Si un sello se empieza a desgastar, saldrá una mayor cantidad de aceite, y podría ser detectado en la cabina por el olor, o por el humo, en el caso de fallo del sello. Esto se conoce como un «incidente de gases».
Aunque la mayoría de las cabinas de aviones a reacción tienen filtros para el aire de la cabina recirculado, el suministro de aire de los motores dentro de la cabina no está filtrado.

## Efectos en la salud
Dependiendo de la gravedad de la contaminación y de la constitución genética de los individuos, los efectos sobre la salud pueden aparecer justo después de un vuelo, o pueden desarrollarse gradualmente después de exposiciones repetidas a bajos niveles.
Los efectos dañinos sobre la salud que han sido denunciados incluyen problemas cognitivos, mareos, desorientación, náuseas, dificultad para respirar, malestar general y diversos problemas neurológicos. La investigación del gobierno alega que los efectos adversos en la salud a corto plazo son posibles, pero niega que haya evidencias en cuanto a la relación con problemas a largo plazo[cita requerida]. Sin embargo, muchos testimonios enviados a la Aerotoxic Association denuncian problemas crónicos de salud.

## Investigación
Aunque ha habido numerosos estudios independientes
que demuestran problemas de salud asociados, la investigación en curso encargada por el gobierno de Reino Unido Departamento de Transporte (Reino Unido) (DfT) no ha podido llegar a una conclusión de la relación con la salud a largo plazo. Los grupos de campaña GCAQE y la Aerotoxic Association responden que estas agencias están tapando el asunto e intentando no «encontrar un problema». No obstante, se ha demostrado, y todas las partes están de acuerdo, que una potente neurotoxina tricresil fosfato (TCP) se ha encontrado en las cabinas de muchos aviones que han sido examinados. Hay un debate entre el gobierno y los grupos de campaña acerca de en qué concentración este químico puede estar presente, y qué niveles serían considerados tóxicos para el cuerpo humano.